# Clanis schwartzi
Espèce
L'espèce Clanis schwartzi regroupe des insectes lépidoptères de la famille des Sphingidae, sous-famille des Sphinginae, de la tribu des Sphingini et du genre Clanis.

## Description

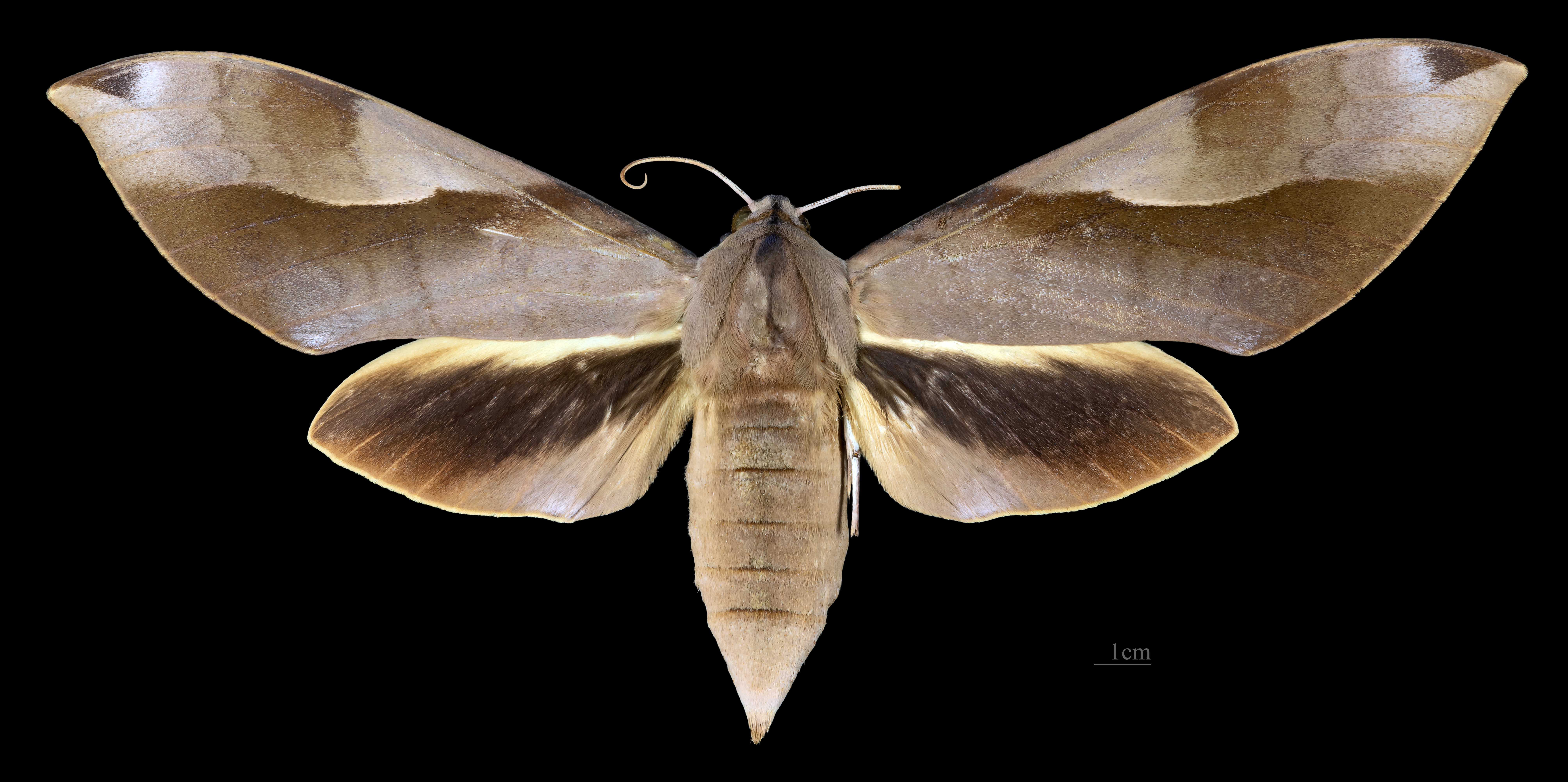
Avers du paratype de la femelle (coll.MHNT)
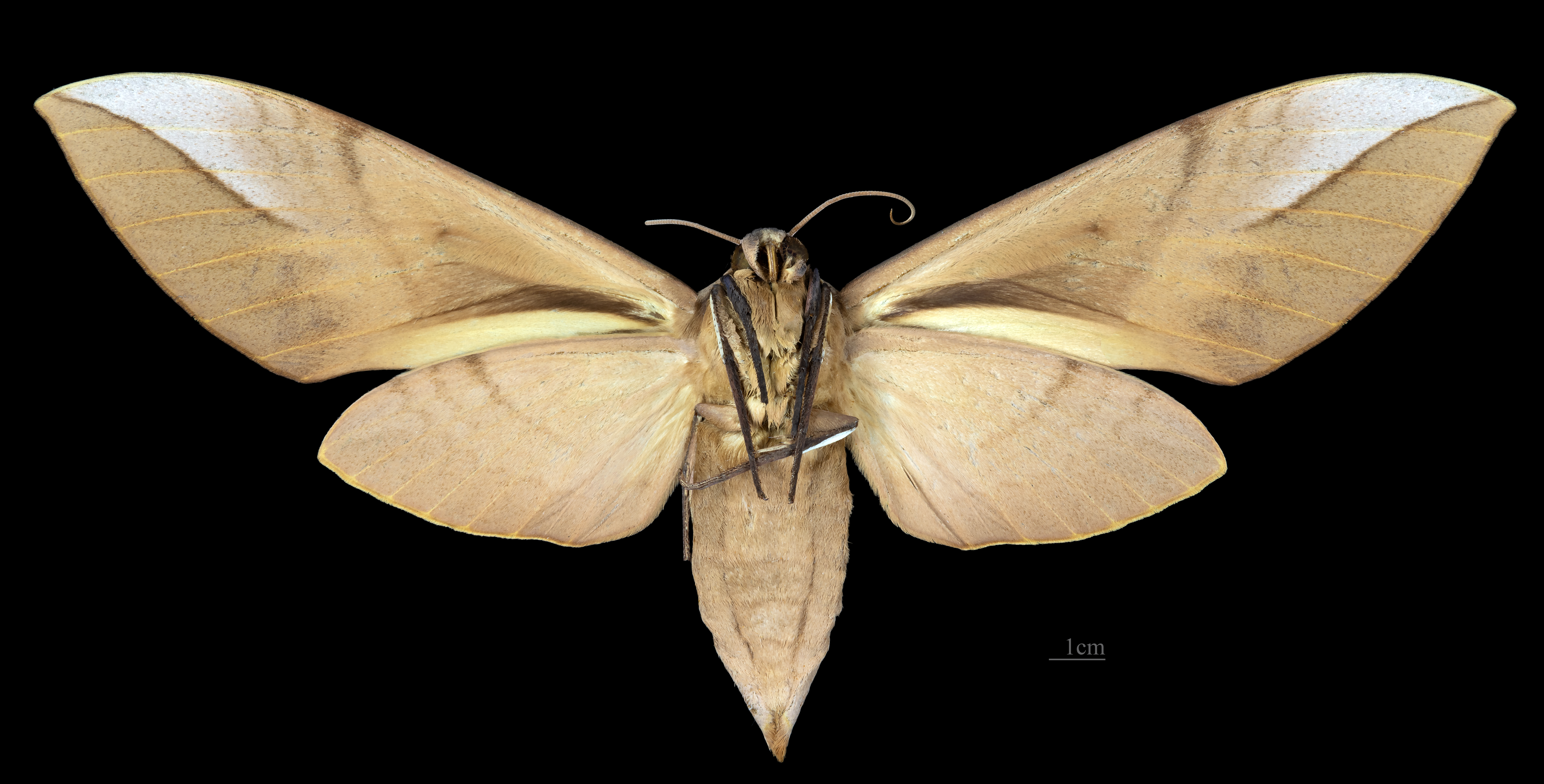
Revers du paratype de la femelle (coll.MHNT)

## Répartition et habitat
Répartition
Il se trouve en Chine centrale et méridionale, au nord du Laos (Topotype) et au nord du Vietnam.
Habitat
Forêt humide.

## Systématique
- L'espèce a été décrite par l'entomologiste français Jean-Marie Cadiou en 1993[1].
- Le topotype est la région de Ban Kheum, au Laos à 800 m d'altitude.

### Synonymie
- Clanis bilineata f acuta Mell, 1922[2].